# F1 (граната)
Ручная осколочная граната F-1 (фр. Fusante № 1) — ручная граната дистанционного действия, предназначена для поражения живой силы противника в оборонительном бою.

## История создания

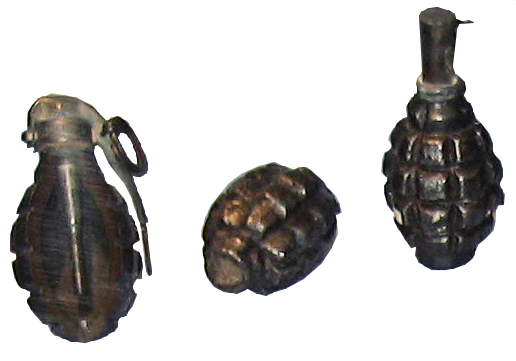
F-1 модели 1915 года

Серийное производство гранаты началось в 1915 году во время Первой мировой войны. Принята на вооружение французской армии в мае 1915 года.

Граната сначала использовалась как наступательная, только с появлением новых запалов — M1916 и M1917 она стала оборонительной (при взрыве разрывалась на 38 фрагментов).

Во времена Второй мировой войны использовалась с запалом M1935.

## Конструкция

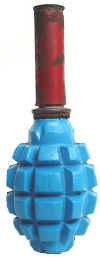
F1 с рукояткой — детонация с помощью инерционного груза в рукоятке, соединённого с детонатором

Основой гранаты был изготовленный литьём ребристый яйцевидный корпус из сталистого чугуна с отверстием для запала. Запал представлял собой оригинальную конструкцию с капсюлем-воспламенителем ударного действия и замедлителем, по выгорании которого срабатывал капсюль-детонатор, вызывавший подрыв гранаты. В действие он приводился с помощью удара колпачком запала о твёрдый предмет (дерево, камень и тому подобное).
Колпачок изготавливался из стали или латуни, имел на внутренней стороне боёк, который разбивал капсюль. Для безопасности запалы гранат F-1 обеспечивались проволочной чекой, которая не допускала касания ударником капсюля. Перед броском этот предохранитель удалялся. Такая простая конструкция была хороша для массового производства, но применение гранаты вне окопа, когда не было возможности найти тот самый твёрдый предмет, явно затрудняло пользование гранатой. Однако компактность, простота и высокая эффективность обеспечили гранате огромную популярность.
В момент взрыва корпус разрывался на 290 крупных тяжёлых осколков, начальная скорость разлёта которых составляет около 730 м/сек. При этом на формирование осколков шло 38 % массы корпуса, остальные просто распылялись. Площадь разлёта осколков — 75–82 м². Эта граната была достаточно технологичной, не требовала дефицитного сырья, имела умеренный заряд взрывчатого вещества и в то же время — большую мощность. Но главное — давала большое по тем временам количество осколков. Однако осколки при взрыве дробились непредсказуемо, причём основное количество осколков имела малую массу и малую убойную силу уже в радиусе 20–25 метров, в то время как тяжёлые осколки донца, верхней части гранаты и запала имели высокую энергию за счёт своей массы и были опасны на расстоянии до 200 метров. Поэтому все утверждения о том, что насечка гранаты имеет целью образования осколков по форме выступающих ребер, как минимум, неверна. То же самое следует сказать о явно завышенной дистанции поражения, поскольку дальность сплошного поражения осколками не превышала 10–15 метров, а эффективная дальность — 25–30 метров.

## Применение
Всего с 1915 по 1940 год было произведено 60 миллионов таких гранат. Была очень популярна во время гражданской войны в России 1917—1920 годов, так как массово поставлялась белогвардейцам.
Гранатa, к началу Второй мировой войны ещё находилась на складах, однако снята с вооружения французской армии в 1946 году. Была принята на вооружение вермахта под названием Eihandgranate 313 (f)
Граната стала основой для разработки таких образцов как советская Ф-1 и американская Mk 1 (и в дальнейшем создания Mk 2). Использовалась во многих конфликтах по всему миру.